# Kungfu
Kungfu je krovni naziv za kineske borilačke vještine. Izvorni naziv je  Quan Fa (tehnike šakom).
Okvirno se stilovi kungfua dijele u 2 skupine:
- Wai Jia ili „vanjski“, „tvrdi“ kungfu. Na primjer stilovi Shaolina, Bogomoljka (Tang Lang), Duga Šaka (Cha Quan), Pet Predaka (Wu Ching), Stil obitelji Li (Li Gar) i slično. Obično imenovani prema životinji, mjestu ili obitelji koja je postala poznata po tome stilu.

- Nei Jia ili „unutrašnji“, „meki“ stilovi. Najpoznatiji su Tai Chi Chuan (Velika Beskonačnost?), Bagua Zang (Osam Trigrama?) i Xing Yi Quan  (Forma i Um). Manje poznati sistemi su Ba Ji (Osam Ekstrema) i Yi Quan (boks namjere, još zvan Da Cheng Quan). Imenovani su često prema kompliciranim filozofskim idejama, upitne su borbene vrijednosti i na zapad ih nosi val komercijalizacije i New-Ageisma. No u povijesti su se pokazali efikasnijim od vanjskih stilova, iako je tajna njihove primjene vjerojatno izgubljena ili nedostupna za javnost.

No, kao što skoro svatko tko se ozbiljnije pozabavio borilačkim vještinama može posvjedočiti, podjela na tvrde i meke zavarava. Ne radi se o tvrdoći udarca ili tehnika već o filozofskom pristupu. Tehnike „tvrde“ škole mogu biti mekše od onih „meke“ škole. 
Druga klasifikacija kungfua se oslanja na geografske razlike.
- Sjeverni u principu koristi duge, niske stavove, mnogo tehnika nogom i općenito liče nečemu što bi laik prepoznao kao Tae Kwon Do.

- Južni koristi kraće, više stavove, težište je na brzim i odsječenim tehnikama rukom. Klasičan primjer je Wing Chun.